# Korn Ferry Tour
Die Korn Ferry Tour ist die zweitgereihte (second level) Turnierserie der nordamerikanischen PGA Tour für männliche Berufsgolfer. Sie wurde einst unter dem Namen Satellite Tour gegründet.

## Geschichte
Die Satellite Tour wurde 1990 von der PGA Tour übernommen und anfangs von der Ben Hogan Golf Company gesponsert, der Firma des früheren Golfers Ben Hogan, weshalb sie in den ersten drei Jahren den Namen Ben Hogan Tour trug. Es gab damals 30 Turniere mit einem üblichen Preisgeld von 100.000 Dollar.
Je nach den späteren Sponsoren hieß die Tour von 1993 bis 1999 Nike Tour, von 2000 bis 2002 Buy.com Tour, von 2003 bis 2012 Nationwide Tour und von 2013 bis 2019 Web.com Tour. Der aktuelle Sponsor ist seit 2020 die Management-Beratungsfirma Korn/Ferry.

## Turniere
In der Saison 2015 fanden 25 Turniere statt, davon sieben außerhalb der USA (Kanada, Brasilien, Kolumbien (2×), Panama, Chile und Mexiko). Die Preisgeld-Ausstattung der Turniere bewegt sich zwischen 500.000 und 850.000 $ pro Event in der regulären Saison und jeweils 1.000.000 $ bei den abschließenden vier Turnieren (Finals). Dies liegt damit bei etwa einem Zehntel des Niveaus der PGA Tour. Ansonsten gelten dieselben Wettkampfbedingungen wie bei der Top-Tour, also Zählspiel über vier Tage und 72 Loch, mit einem Cut nach 36 Loch. Für die dritte und vierte Runde qualifizieren sich die besten 65 und gleichplatzierten Golfer. Das Teilnehmerfeld umfasst 144 oder 156 Spieler, der Sieger erhält – wie bei der PGA Tour – 18 % der Gesamtbörse.

## Qualifikationsmodus
Da diese Tour eine unterklassige – second level – ist, kann man sich hier für die top level PGA Tour qualifizieren. Des Weiteren muss man sich auch für die Korn Ferry Tour selbst qualifizieren. Der Qualifikationsmodus wurde im Jahr 2013 grundlegend geändert, nachdem die PGA Tour ihre Turnierserie jahresübergreifend bereits im Herbst eines Jahres begann.
- Qualifikation für die PGA Tour

Für die PGA Tour der folgenden Saison sind die besten 25 Spieler der regulären Saison („regular season“) automatisch qualifiziert. Darüber hinaus können sich zusätzlich 25 weitere Spieler nach den Ergebnissen der anschließenden vier Finalturniere („final season“) qualifizieren. Für diese Finalserie sind die besten 75 Spieler der regulären Korn Ferry Tour inklusive der bereits qualifizierten Golfer sowie die Spieler auf den Plätzen 126 – 200 der PGA Tour qualifiziert. Außerdem können auch Nicht-Mitglieder der PGA Tour teilnehmen, wenn sie auf den PGA-Turnieren ausreichend Punkte gesammelt haben, um die Plätze 126 – 200 der regulären PGA Tour zu belegen. Die endgültige Reihenfolge der zu vergebenden 50 Startplätze für die PGA Tour richtet sich dabei nach den kombinierten Ergebnissen aus dem Preisgeld der regulären Saison und der Final Season. Der erste dieser Rangliste erhält die volle PGA Tour Teilnahmeberechtigung und automatisch auch die Einladung zum PLAYERS Championship der nächsten Saison.
- Qualifikation für die Korn Ferry Tour

Für die Korn Ferry Tour selbst qualifiziert man sich über eine mehrstufige Qualifikationsserie (2015 sind es 4 Qualifikationsrunden) bei der im abschließenden Turnier 156 Teilnehmer spielberechtigt sind. Der Sieger dieses Turniers hat die volle Startberechtigung für die gesamte folgende Korn Ferry Tour, die Spieler auf den folgenden Plätzen erhalten abgestufte Startberechtigungen.